# Barbara McLean
Barbara McLean (ur. 16 listopada 1903, zm. 28 marca 1996) – amerykańska montażystka filmowa. Za montaż do filmu Wilson (1944) Henry'ego Kinga została uhonorowana Oscarem. Została sześciokrotnie nominowana do Oscara.

## Filmografia
- 1929: Kokietka
- 1935: Nędznicy
- 1938: Szalony chłopak
- 1941: Na tytoniowym szlaku
- 1944: Wilson
- 1952: Viva Zapata!
- 1954: Egipcjanin Sinuhe